# عملية عوبدا
عملية عوبدا (بالعبرية: מבצע עובדה) كانت عملية عسكرية قام بها الجيش الإسرائيلي خلال حرب 1948، بين 5 مارس و10 مارس 1949. وقد كانت تحت قيادة إسحاق رابين، للاستيلاء على منطقة أم الرشراش (المرشرش) أو ما تسميها إسرائيل إيلات في عام 1948. ونتج عنها احتلال منطقة جنوب صحراء النقب، وأم الرشراش في مارس 1949.
كانت هذه العملية آخر حملة قامت بها القوات الإسرائيلية خلال الحرب وكان هدفها السيطرة على جنوب صحراء النقب، والتي ادعت المملكة الأردنية الهاشمية أنها لها خلال مفاوضات الهدنة عام 1949.
كان جنوب النقب قد أدرج كجزء من الدولة اليهودية في قرار التقسيم عام 1947، واسم العملية بالعبرية يعني «الواقع» أو «الحقيقة» في إشارة إلى هدفها بخلق «أمر واقع» فيما يتعلق بسيادة إسرائيل على المنطقة المذكورة، بدلا من السيطرة عليها. لم تواجه القوات الإسرائيلية مقاومة حقيقية في طريقها. والمنطقة التي تم السيطرة عليها في تلك العملية يطلق عليها اليوم اسم «عوفدا».
شارك كل من لواء البلماح «نقب»، لواء جولاني ولواء الإسكندرون في العملية، بالإضافة إلى عدد من الوحدات الأصغر.

## إستطلاعات سابقة
في يناير 1949، وقبل أقل من شهر من العملية، أرسلت القوات الإسرائيلية وحدة صغيرة لإستطلاع جنوب النقب، بموارد قليلة ودون دعم تكتيكي. كانت مهمة الوحدة تخطيط المنطقة، حيث أن أفضل خريطة في ذلك الوقت كانت خريطة عسكرية من قسم الخرائط من القوات الإنجليزية بمقياس رسم 1:250,000. دُعمت الوحدة بقوات إستطلاع جوية وتم استخدام التصوير الجوي ثنائي المنظار بكثافة.
تحركت الوحدة كجزئين: أحداها عبر وسط النقب وواحدة عبر وادي عربة. كان التعليمات صارمة بعدم الاشتباك مع القوات الأردنية (الجيش العربي) أو دخول سيناء. واجهت الوحدة بدو في رأس النقب وتحولت مباشرة إلى خط عودة بديل إلى بئر السبع. كنتيجة لذلك، قامت القوات العربية بوضع جنود لها في رأس النقب، الذي كان قبلها متروكا.

## التسلسل الزمني للعملية

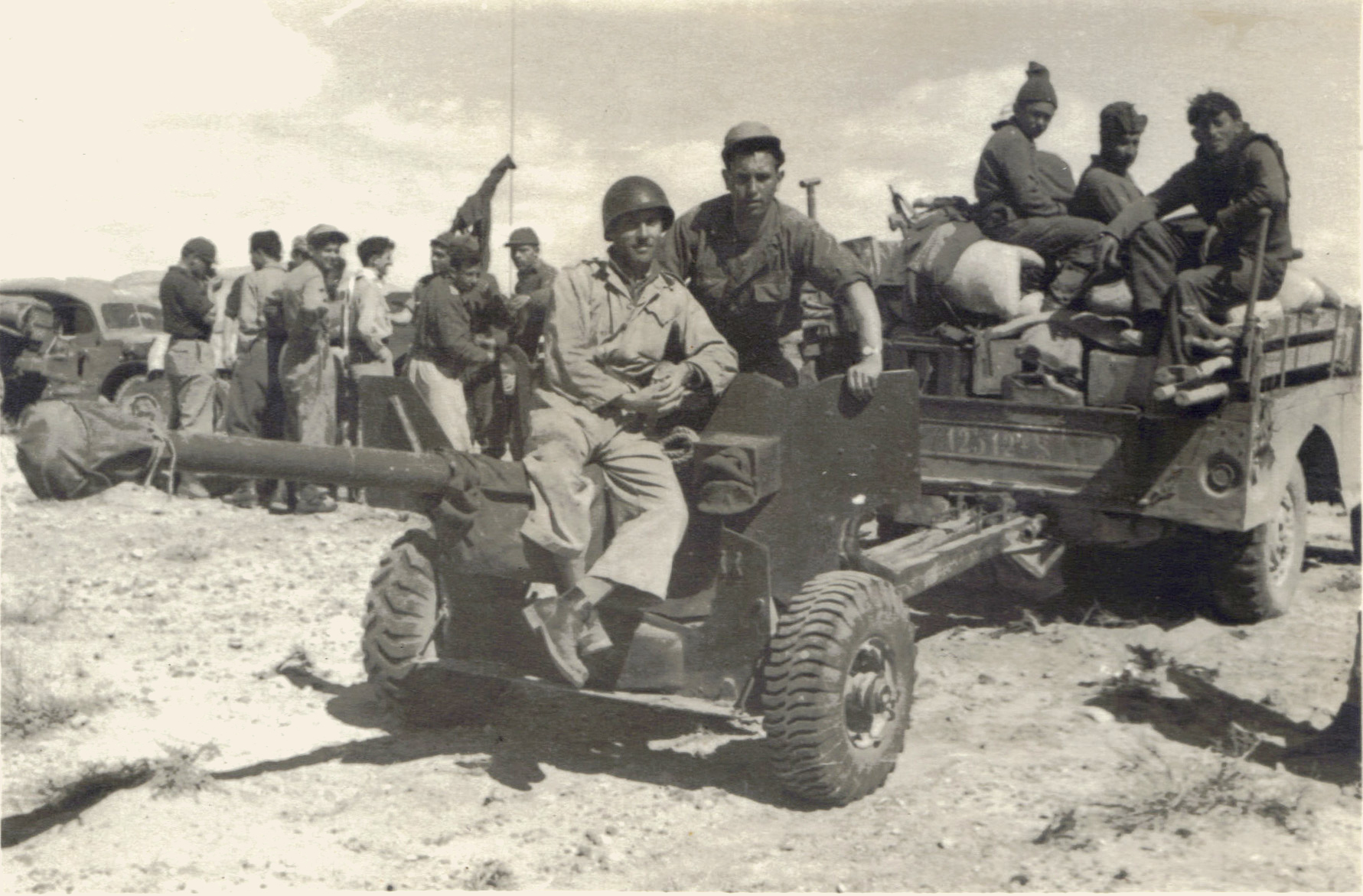
الكتيبة التاسعة عشرة المميكنة من لواء جولاني خلال عملية عوبدا، 9 مارس 1949

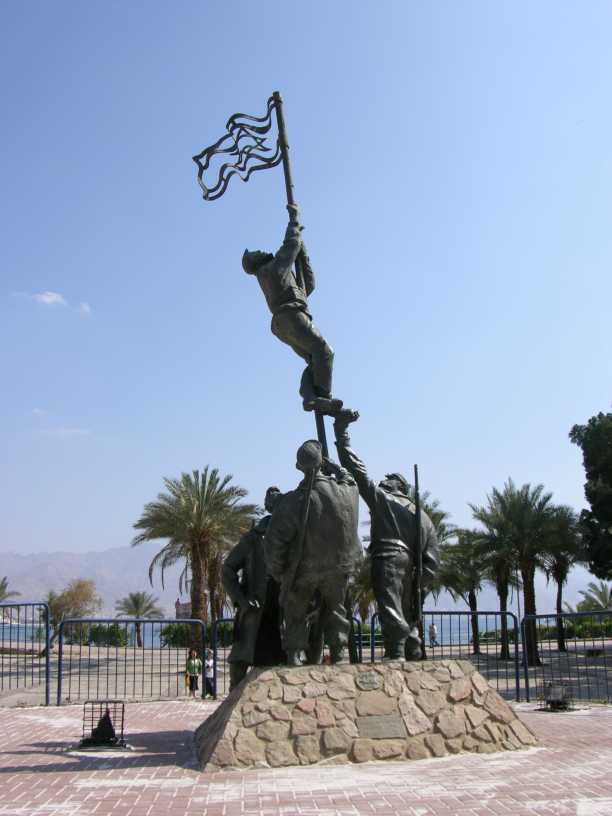
موقع رفع علم الحبر، إيلات اليوم

في 5 مارس 1949، قامت قوات لواء النقب بالتحرك من بئر السبع إلى وادي الرمان، عبر بير عسلوج. تحركت قوات جولاني في ذات الوقت من ممفيس النبطية إلى عين حسب.
في 6 مارس، قامت لواء النقب بالانتقال إلى سيدي إبراهيم، وبدأت بتنظيف الأرض لمهبط طائرات هناك.
ليلة 6 مارس، قامت الكتيبة المدرعة السابعة التابعة للقوات الإسرائيلية بإرسال تعزيزات من فصيلة جاحال وصلت جوا للمهبط المعد توا. حملت مؤن ووقود ضرورية لإستكمال العملية.
في 7 مارس، قامت قوات جولاني بالسيطرة على قرية عين حروف. وفي ذات اليوم قام لواء جولاني بالتحرك من بئر السبع عبر ممفس بإتجاه سدوم. ومن هناك قامت بهبوط برمائي قرب عين جدي، عبر البحر الميت.
في 8 مارس، سيطر لواء غولاني على عين غمر. إنسحبت القوات الأردنية المدافعة. وبالتزامن قامت قوات لواء نقب بالتحرك بإتجاه ام الرشراش عبر «وادي الأصابع». في الليل، قام لواء الأسكندروني بالإبحار من سدوم على البحر الميت ورست في عين جدي قبل الغروب. سمي هذا التحرك بالعبرية عملية «إيتزوف» أي إستقرار.
في يومي 8 و9 مارس، إنقسم لواء الإسكندروني إلى ثلاث مجموعات، واحدة سيطرت على عين جدي والمجموعة الجنوبية سيطرت على مسادا. خلال هذا الوقت، قام لواء النقب بالتمركز في وادي الاصابع ليومين، بحثا عن طريق التفافي للوصول إلى راس النقب.
في 9 مارس، سيطر لواء غولاني على غرندل وتقدمت إلى عين غديان (يوطفاتا).
في صباح 10 مارس، اكتشف مصور جوي أن مركز الشرطة التي تحرس رأس النقب مهجورة. تحرك لواء نقب بإتجاه أم الرشراش عبر رأس النقب.
تنافست كتيبتي النقب وغولاني بنشاط على أيهما سيصل البحر الأحمر أولا، في 10 مارس، في الساعة 15:00، وصل لواء «نقب» مركز الشرطة المهجور في ام الرشراش (حيث بنيت مدينة إيلات لاحقا). وصل لواء جولاني بعدها بساعتين.
لأن عملية عوبدا كانت آخر عمليات القوات الإسرائيلية خلال الحرب، فإن رفع العلم الإسرائيلي المصنوع باليد (المعروف ب"علم الحبر) في 10 مارس الساعة 16:00 اعتبر نهاية الحرب.
أرسل ضابط المقدمة هذا التلغرام في نهاية الحملة:
«في يوم الهاجاناه، الحادي عشر من أدار، لواء البالماخ "نقب" ولواء جولاني يقدما خليج إيلات لدولة إسرائيل.»
بالمقابل للحملة العسكرية عقدت إسرائيل حملة سياسية مع الوسيط رالف بانش، الذي كان من المفروض ان يبلّغ الامم المتحدة ماذا يحدث. واعتقد بانش ان النشاط العسكري الإسرائيلي في النقب خطوة متفق عليها  مع الملك عبد الله، وانها ليست عملية عسكرية بل مؤامرة تهدف إلى نقل الأراضي إلى إسرائيل تحت اسم عملية عسكرية. في ظل هذه الاحداث، لم يضغط بانش على إسرائيل للانسحاب من الأراضي، وامتنع عن تشغيل مجلس الأمن ضدها بالرغم من الضغط البريطاني عليه للقيام بذلك.   

## لماذا أم الرشراش؟
تتعدد الأسباب والنتائج التي تقف خلف استهداف واحتلال وتغيير اسم وهوية أم الرشراش، فهي بين جيوسياسية، وعسكرية، واقتصادية.
- فباحتلال أم الرشراش انقطع التواصل البري بين الدول العربية في شرق البحر الأحمر وغربه، وأصبح تحت السيطرة الصهيونية.
- القضاء على فرضية أن البحر الأحمر بحيرة عربية، بكل ما لهذا من تداعيات على الاستراتيجيات العسكرية لحماية الحدود البحرية شديدة الامتداد لمصر والسعودية والسودان واليمن.
- طرح بديل لقناة السويس بمشروع قناة أم الرشراش إيلات إلى البحر الميت.
- ابتداع حق للكيان الصهيوني في مياه خليج العقبة، الذي كان خليجا مصريا سعوديا أردنيا خالصا، الأمر الذي يعطي الفرصة للكيان الصهيوني لخلق الأزمات مع أي من الدول المطلة على الخليج، في أي وقت يريد.
- التمتع بمنفذ على البحر الأحمر، لخدمة الأهداف الاستراتيجية للكيان الصهيوني في شرق ووسط القارة الأفريقية من ناحية، وللوصول بقواته البحرية، بما فيها غواصاته النووية، إلى العمق الجغرافي لمصر والسعودية والسودان واليمن.

## طالع أيضًا
- علم الحبر